# Sumbersuko (Tajinan)
Sumbersuko is een bestuurslaag in het regentschap Malang van de provincie Oost-Java, Indonesië. Sumbersuko telt 6156 inwoners (volkstelling 2010).